# Vertheuil
Vertheuil – miejscowość i gmina we Francji, w regionie Nowa Akwitania, w departamencie Żyronda.
Według danych na rok 1990 gminę zamieszkiwało 1075 osób, a gęstość zaludnienia wynosiła 49 osób/km² (wśród 2290 gmin Akwitanii Vertheuil plasuje się na 399. miejscu pod względem liczby ludności, natomiast pod względem powierzchni na miejscu 462.).